# برنارد أندرسن
برنارد أندرسن (بالدنماركية: Bernhard Vilhelm Andersen)‏ (5 فبراير 1892 بكوبنهاغن في الدنمارك - 9 سبتمبر 1958 بكوبنهاغن في الدنمارك) هو لاعب كرة قدم دانمركي في مركز مهاجم، شارك في الألعاب الأولمبية الصيفية 1920. وشارك مع منتخب الدنمارك لكرة القدم. أما مع النوادي، فقد لعب مع نادي فريماد أماغر وبولدكلوبن فرم.

## وصلات خارجية
- برنارد أندرسن على موقع قاعدة بيانات كرة القدم.إي يو (الإنجليزية)
- برنارد أندرسن على موقع أوليمبيديا (الإنجليزية)